# Чемпионат Европы по дзюдо в абсолютной категории 2005
Чемпионат Европы по дзюдо 2005 года в абсолютной весовой категории прошёл 3 декабря в Москве.

## Медалисты
| Дисциплины | Золото                      | Серебро                     | Бронза                                                 |
| ---------- | --------------------------- | --------------------------- | ------------------------------------------------------ |
| Мужчины    | Тамерлан Тменов · Россия    | Александр Михайлин · Россия | Мартин Падар · Эстония Матьё Батай · Франция           |
| Женщины    | Анна-Софи Мандьер · Франция | Теа Донгузашвили · Россия   | Наталья Соколова · Россия Малгожата Горницкая · Польша |